# Ewout en Etienne
Ewout en Etienne is een Nederlands cabaretduo dat actief was tussen 2004 en 2009. Ze wonnen 12 prijzen op 8 festivals, waaronder in 2007 de jury- en publieksprijs op het Eindhovense CabareteSKE en in 2004 de publieksprijs op het Groninger Studenten Cabaret Festival.

## Incident over moslimgrappen (2007)
In januari 2007 haalde het cabaretduo de internationale pers met rel een rondom de Assoena-moskee in het Amsterdamse stadsdeel Westerpark. Enkele grappen over Mohammed Bouyeri & Murat D maakten deel uit van het programma van het cabaretduo. Hierop besloot Folia, het universiteitsblad van de Universiteit van Amsterdam (UvA), een reactie te vragen van de leiding van de Assoenna-moskee. Ex-bestuurslid Kabli, die eigenlijk tolkte voor de imam, vertelde dat als iemand grappen maakt over de islam hij volgens de islam "doodgemaakt en geslagen" kan worden. De bekende cabaretier Najib Amhali werd daarom door Kabli afvallig genoemd. Kabli gaf aan dat hij er zelf geen mening over had en dat ook de mening van de imam er niets mee te maken had. Het is zo volgens de islam; "sorry", stelde Kabi. Meegebrachte fragmenten hoefde journalist Eric van den Berg niet voor te lezen. Folia betrok de uitspraak over het doodmaken van "iemand" vervolgens op UvA-student & Folia-bestuurder Ewout Jansen. Dit bericht werd door landelijke en internationale media opgepakt. John Stewart, Rowin Atkinson, Fokke & Sukke, NRC, de Telegraaf, de Volkskrant, de NOS en EenVandaag reageerden op de "dreigementen". Jansen zou een "fatwa" hebben en voorstellingen werden geannuleerd. Aanvankelijk geloofde Ewout ook zelf de berichtgeving.
De werkelijke uitspraken kwamen naar voren toen Folia de originele opnames naar buiten bracht in reactie op de Assouna-moskee. De moskee beweerde - in een persbericht verspreid door de Amsterdamse wethouder Ahmed Aboutaleb - dat het slechts uitspraken van een willekeurige voorbijganger betrof. De vicevoorzitter van de Unie van Marokkaanse Moskeeën Organisaties in Nederland legde uit dat een enkele imam geen algemene uitspraak kan doen over of cabaretiers die grappen maken over de islam dood hoeven en dat de bezoeker niet de bevoegdheid had gehad om een fatwa uit te spreken.
Toen het Ewout niet lukte het beeld dat hij persoonlijk bedreigd was recht te zetten, hebben Hans Teeuwen en Theo Maassen de woordvoering overgenomen. Teeuwen probeerde onder meer in de Volkskrant duidelijk te maken dat het algemene uitspraken over de islam betrof en geen reactie op (concrete grapjes van) Ewout. Boven het artikel stond echter: "Teeuwen neemt het op voor bedreigde cabaretier". Maassen stond radio-dj Giel Beelen te woord. Etienne bleef in de berichtgeving buiten beeld, terwijl het ging om een duo.
NRC kopte op 17 maart in een reconstructie dat Jansen niet bedreigd was geweest door moslims, maar door "mediafouten". Dit naar aanleiding van een statement/optreden van Ewout en Etienne en Amar El-Ajjouri in het comedytheater aan de NES. Amar was in het nieuws vanwege onjuiste berichten over een bedreiging in een sketch waar Geert Wilders een Turkse kapper bezoekt. Samen vroegen de cabaretiers aandacht voor de vrijheid om cabaret te maken en om zorgvuldigere berichtgeving over bedreigingen.
Het verhaal was eerst opgeblazen door De Telegraaf, waarop andere kranten en programma’s en veel bloggers en columnisten met boze reacties volgden. De bedreiger bleek een kleine oude man te zijn die veel spijt had van zijn uitspraken. Ewout Jansen verweet "de media zich te veel hebben laten meeslepen door de uitspraken van deze ijsmuts." Ewout en Etienne kregen daarna veel minder boekingen.

## Einde optredens
Het duo speelde vanaf 2008 minder voorstellingen en stopte definitief in 2009. Over hun laatste grote optreden in het Nieuwe Luxor Theater in Rotterdam schreef het Algemeen Dagblad: "Publiekslievelingen zijn Ewout en Etienne. Het programma van dit duo is gevarieerd en origineel. Geen cabaretiers die de maatschappij, het publiek en zichzelf met fluwelen handschoenen aanpakken".
Ewout werd onder meer actief bij de Hoge Raad der Nederlanden. Vanaf 2015 treedt hij weer op als cabaretier en presentator bijvoorbeeld bij de Sunday Assembly in Utrecht en Amsterdam. Etienne Kemerink is tegenwoordig leraar scheikunde.

## Weblinks
- Officiële pagina Ewout & Etienne
- Officiële pagina Ewout Jansen